# Maquinaria agrícola

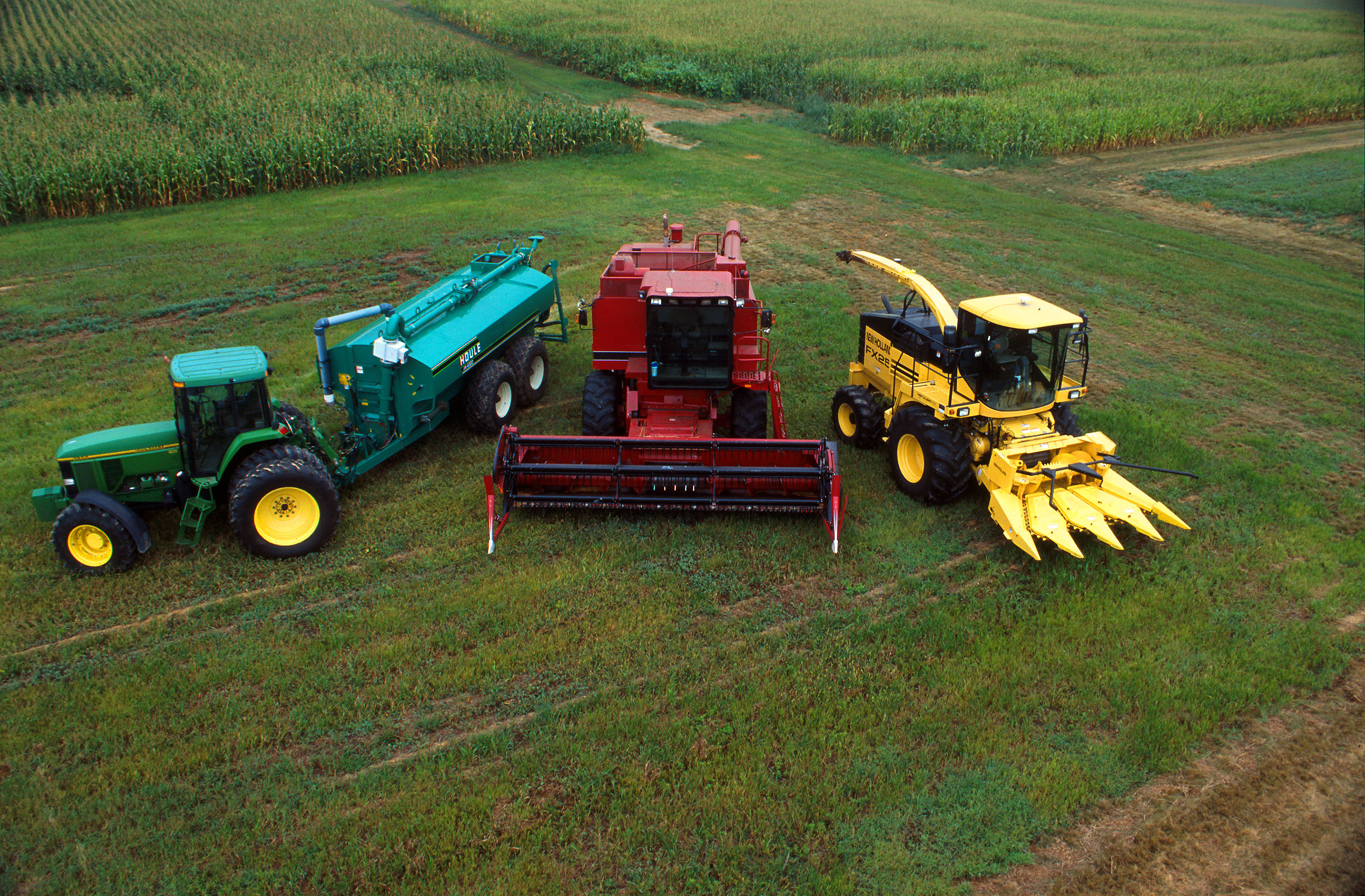
De izquierda a derecha: tractor con acoplado o remolque tanque para estiércol licuado, cosechadora, y picadora de forraje verde con cabezal para maíz.

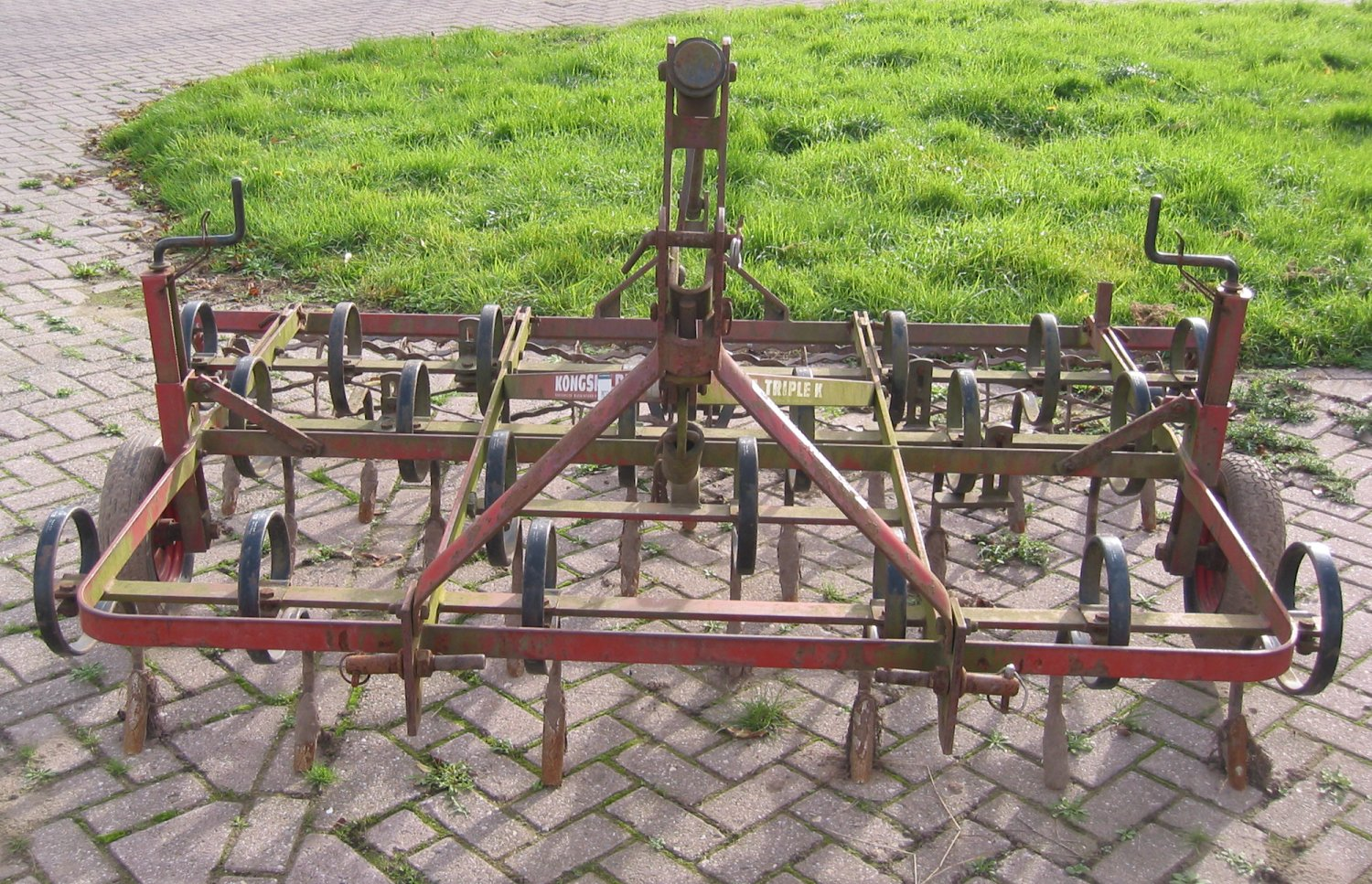
Ejemplo de grada.

La maquinaria agrícola comprende una amplia gama de máquinas y equipos que facilitan las diversas tareas del campo. Estas herramientas son esenciales para la modernización y eficiencia de la agricultura, permitiendo a los agricultores realizar labores que van desde la preparación del suelo hasta la cosecha de cultivos.
En la actualidad, la maquinaria agrícola incluye tractores, que son fundamentales para tirar y operar una variedad de implementos agrícolas. También hay cosechadoras, que automatizan la recolección de cultivos, y pulverizadoras, que aplican productos químicos necesarios para proteger las plantaciones.

## Historia

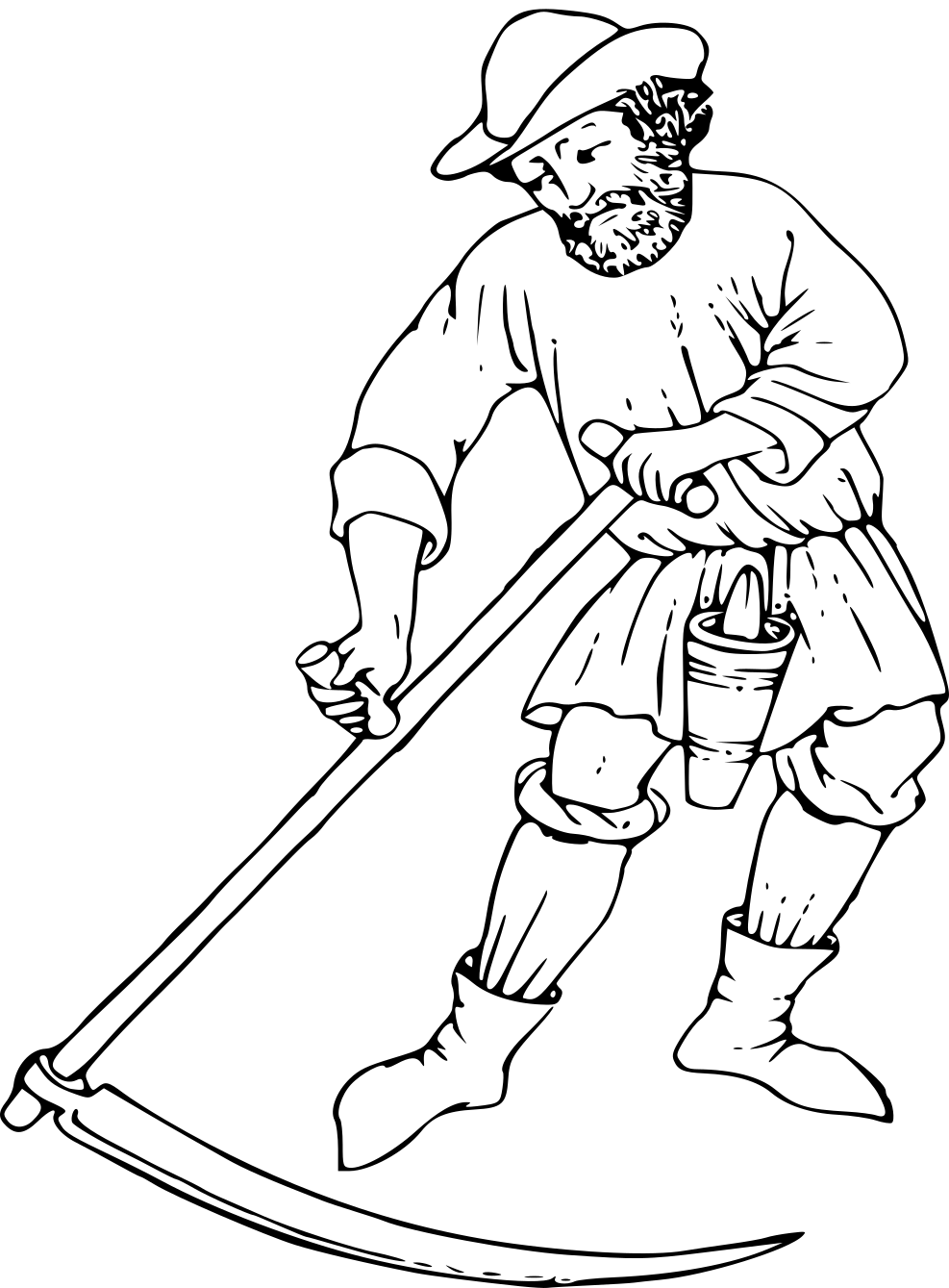
Campesino medieval usando la guadaña.

### Antigüedad
Durante la antigüedad predominó el trabajo manual en las actividades agrícolas. La mecanización se reducía principalmente al uso del arado, del arado-sembrador usado en Sumeria, del trillo y de otras contadas máquinas en algunas regiones. Un adelanto muy importante fue el reemplazo del trabajo o la tracción humana por el animal, como lo fue el paso del uso de la azada al arado, primero traccionado por hombres y luego por bueyes.

### La Revolución industrial
Con la llegada de la Revolución industrial y del desarrollo de máquinas más complejas, la mecanización de los cultivos dio un gran paso adelante. Los antiguos arados de madera fueron reemplazados por arados de hierro o acero. En lugar de segar el trigo a mano con una hoz o guadaña se introdujo la segadora que permitía realizar una siega continua. En vez de trillar el grano mediante el pisoteo de bueyes o caballos o con trillos se lo hacía con trilladoras. La mayoría de estas máquinas usaban bueyes o caballos como animales de tiro y generadores de energía.

### Energía de vapor
La energía para la maquinaria agrícola fue suministrada originariamente por bueyes, caballos u otros animales domesticados. La invención de la máquina de vapor permitió la introducción del motor móvil y más adelante la locomóvil, una fuente de energía móvil multiuso, primero como motores que impulsaban máquinas estacionarias (principalmente trilladoras) y luego arrastrando otras máquinas, substituyendo la tracción animal. Las locomóviles tenían poca potencia según los estándares actuales, un bajo rendimiento térmico y elevado peso, lo que limitaba sus posibilidades como tractores.

### El motor de combustión interna

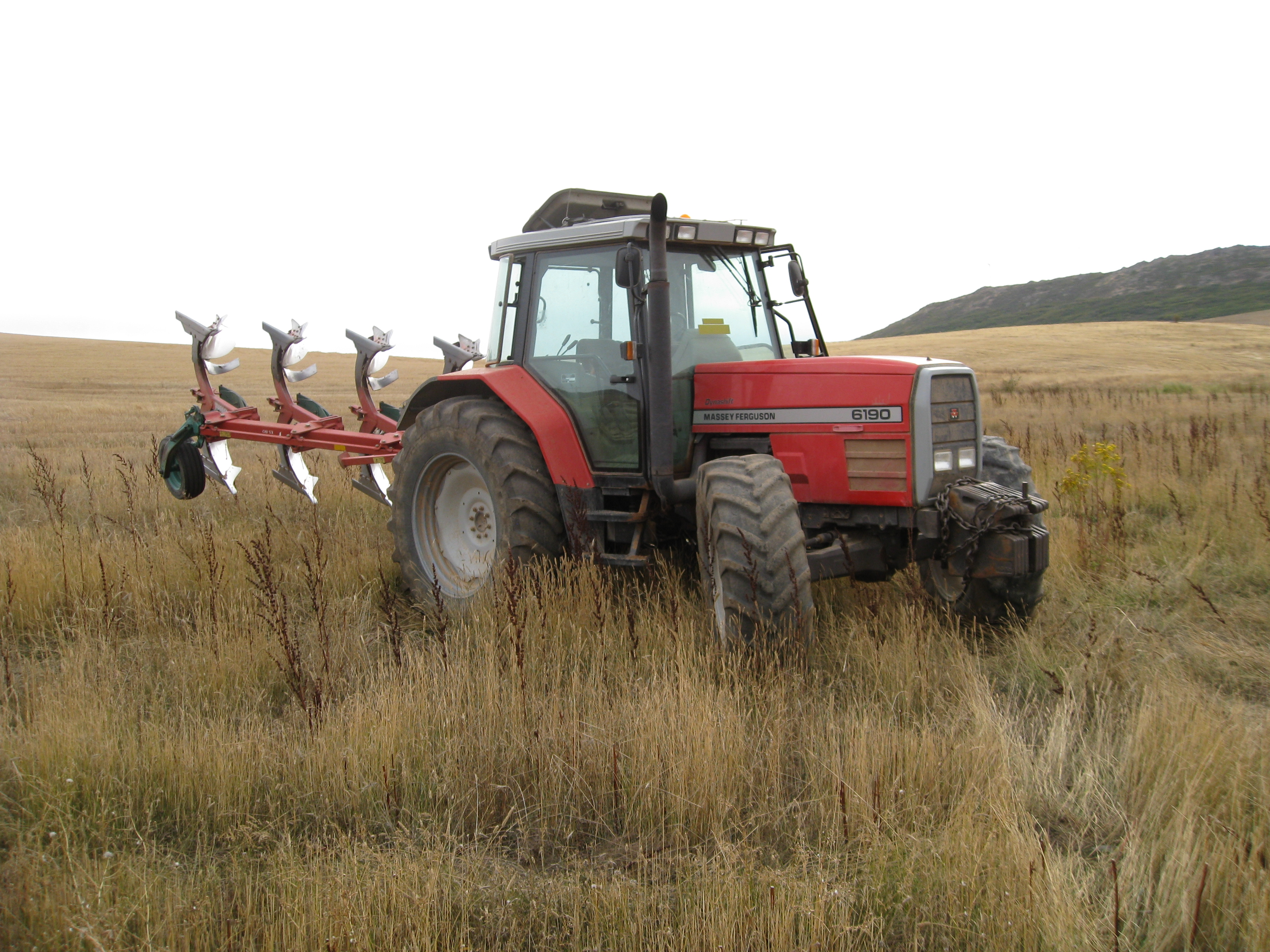
Tractor con arado reversible de 4 rejas.

El motor de ciclo Otto primero y luego los motores diésel fueron reemplazando las locomóviles a partir de comienzos del siglo XX como tractores de máquinas de arrastre. Posteriormente también se utilizaron para equipar otras máquinas agrícolas como las cosechadoras, las pulverizadoras, etc. convirtiéndolas en máquinas automotrices.
Durante el siglo XX el tractor tuvo muchos perfeccionamientos, aumentando su versatilidad, mejorando su rendimiento mecánico (relación entre la potencia en la barra de tiro y la de la toma de potencia), incorporando motores de mejor rendimiento térmico, etc. A comienzos del siglo XXI los tractores eran muy diferentes de los fabricados 100 años atrás.

### Nuevas tecnologías
Las nuevas tecnologías de cultivo que se fueron desarrollando en el campo agrario también requirieron nuevas máquinas. Es así como empezaron a utilizarse máquinas como pulverizadoras, abonadoras, cosechadoras, embolsadoras en silo bolsa, enfardadoras de heno, etc.
Otras tecnologías nuevas eliminaron máquinas tradicionales substituyéndolas por otras. Así, la siembra directa dejó obsoletas todas las máquinas de labranza (arados, rastras de disco, rastras de dientes o gradas) y las sembradoras tradicionales, reemplazándolas por sembradoras de siembra directa, muy distintas de las tradicionales. Los sistemas de posicionamiento global ayudan a guiar tractores y máquinas autopropulsadas y permite la aplicación de la agricultura de precisión.

## Mecanización de la agricultura

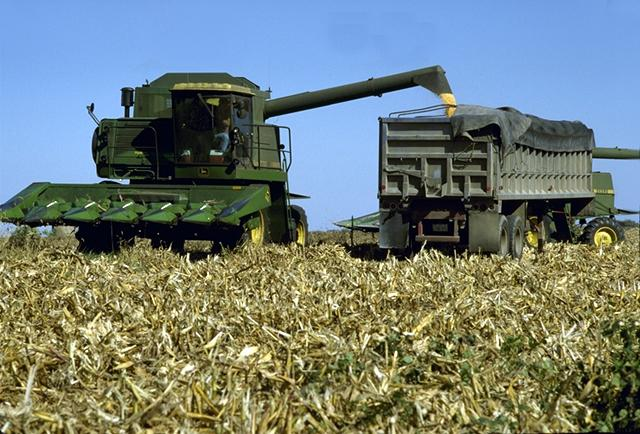
Cosechadora descargando grano en un acoplado.

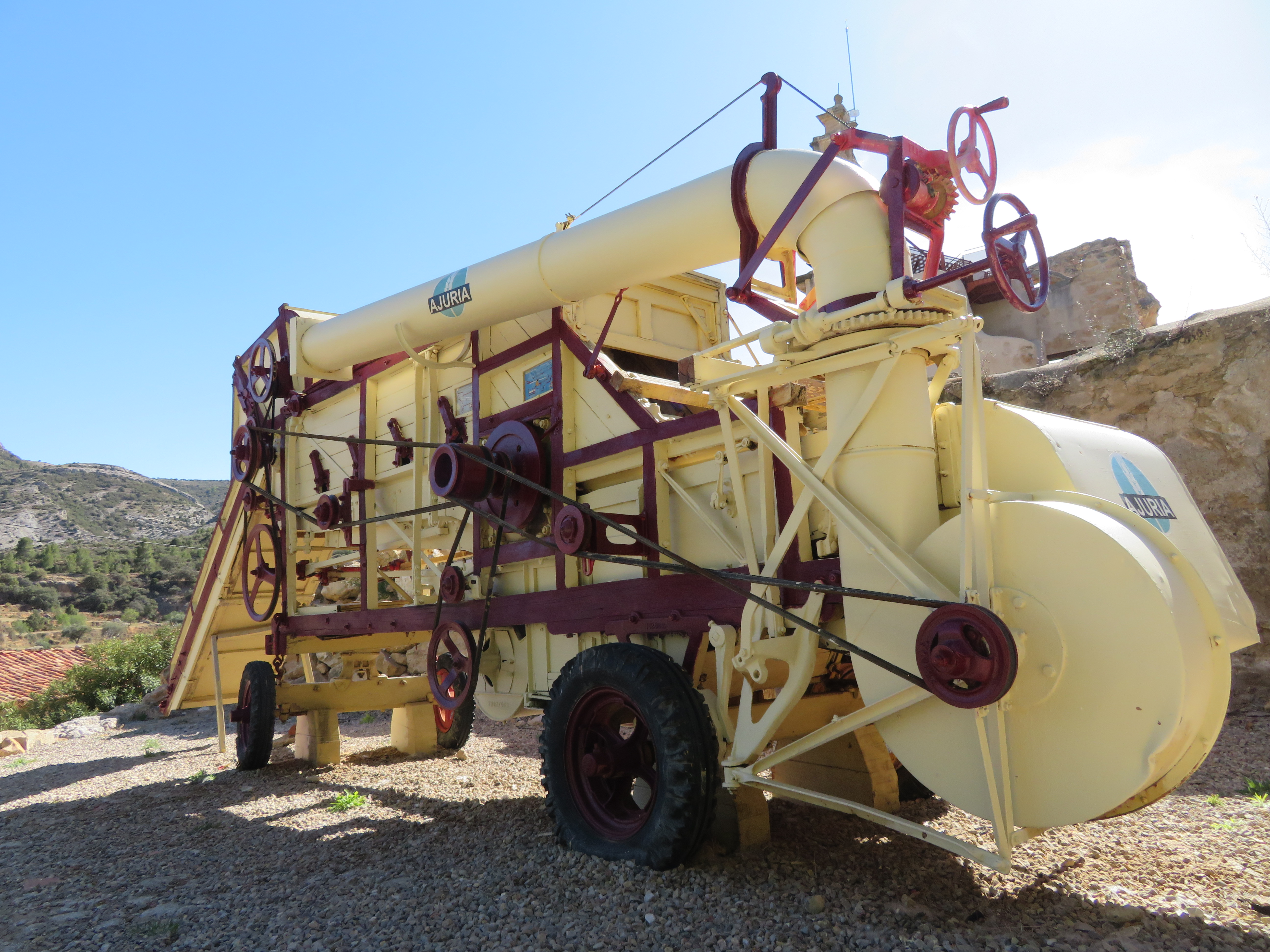
Trilladora Ajuria, Cuevas de Cañart España).

La mecanización de la agricultura, o sea el reemplazo de trabajo humano por trabajo animal primero y mecánico después, ha sido una constante a lo largo de la historia. Este proceso se ha acelerado notablemente a partir del siglo XIX (nuevas máquinas), acentuándose en el siguiente con la motorización (tractorización) de la agricultura.
La mecanización ha reducido substancialmente el tiempo insumido en las labores agropecuarias y el esfuerzo humano volcado en las mismas. El hombre ha reemplazado trabajo por capital y con ello ha incrementado sensiblemente su productividad. Por ejemplo, un agricultor romano a comienzos de nuestra era producía alrededor de 1,3 kg de trigo por hora de trabajo; actualmente su colega en Argentina produce poco más de 3.000 kg por hora.  Desde luego, este aumento de la productividad no se debe exclusivamente a la mecanización de los cultivos (hubo sensibles aumentos en los rendimientos, mejores tecnologías en la lucha contra las adversidades, etc.), pero la mecanización no ha dejado de desempeñar un papel muy importante.
Lamentablemente hay muy poca información estadística referente a la mecanización en el mundo. Según el Banco Mundial a fines del siglo XX había alrededor de 19 tractores cada 1000 ha, pero este promedio mundial dice muy poco acerca de la situación de cada país.
Todo indica que la mecanización de la agricultura va a proseguir a ritmo acelerado, requiriéndose cada vez menos horas de trabajo humano por hectárea. Como consecuencia, cada vez más personas deberán buscar su ocupación en otros sectores de la economía prosiguiendo el éxodo rural.
La revisión sistemática de 31 estudios, la mayoría concernientes al África subsahariana, encontró que una mayor mecanización, podrían impulsar la productividad agrícola en algunos países de ingresos bajos o medios-bajos. Sin embargo, todavía no existe un consenso con respecto a si el subsidio de estos insumos constituye una forma efectiva de estimular su uso. Por ello, se ha planteado examinar la evidencia acerca de los impactos de los subsidios a los insumos, en factores como la productividad agrícola, los ingresos y el bienestar de los beneficiarios, el bienestar de los consumidores y el crecimiento económico. Por último, la base de evidencia es pequeña, por lo que es necesario realizar más investigaciones y en países fuera del África subsahariana para que estos resultados tengan más validez.

## Aperos o implementos y máquinas agrícolas antiguas
- Arado romano
- Azada
- Guadaña
- Hoz
- Rastrillo (herramienta)
- Trillo
- Trilladora
- Aventadora o Beldadora
- Arado de vapor

## Tipos de máquinas agrícolas
| - Abonadora - Arado - Arado cincel - Arado de secado - Excavadora - Cortadora de césped - Cosechadora - Cosechadora de algodón - Cosechadora de cereales | - Cosechadora de forraje - Cosechadora de remolacha - Cultivador - Descompactador - Desmotadora de algodón - Desbrozadora o motoguadaña - Desgranadora - Desvaradora - Enfardadora o empacadora | - Fumigadora - Grada o rastra de dientes - Motocultor - Motor para riego - Plataforma de recogida de frutas - Pulverizadora - Rastra de discos - Remolque - Rodillo o rolo | - Rotocultor - Secadora de granos - Segadora - Sembradora - Subsolador - Tractor - Trituradora o moledora - Vendimiadora - Vibrocultivador |